# Зловмисне програмне забезпечення Air-gap
Зловмисне програмне забезпечення для ізольованих мереж Air-gap — це шкідливе ПЗ, яке розроблене для обходу ізоляції безпечних комп'ютерних систем за допомогою різних прихованих каналів для ізольованих мереж.  

## Розробка
Оскільки більшість сучасних комп’ютерів, особливо ноутбуків, мають вбудовані мікрофони та динаміки, зловмисне програмне забезпечення air-gap може бути розроблено для передачі захищеної інформації звуковим шляхом на частотах, близьких або за межами можливостей людського слуху. Ця техніка обмежена комп’ютерами, що знаходяться на близькій фізичній відстані (приблизно 65 футів (20 м)), і також залежить від того, що як передавальна, так і приймальна машини повинні бути заражені відповідним шкідливим ПЗ для створення каналу зв’язку.  Фізичне обмеження відстані можна подолати шляхом створення акустично зв'язаної сітчастої мережі, але вона буде ефективною лише в тому випадку, якщо ця сітчаста мережа матиме традиційне Ethernet з’єднання із зовнішнім світом, через яке конфіденційну інформацію можна буде вивести з захищеного об'єкта. У 2014 році дослідники представили «AirHopper» — розгалужену схему атаки, яка демонструє можливість витоку даних з ізольованого комп’ютера на мобільний телефон  поблизу за допомогою сигналів FM-частот.  
У 2015 році була представлена система «BitWhisper» — прихований канал передачі сигналів між комп'ютерами, що знаходяться в ізольованому середовищі, за допомогою теплових маніпуляцій. «BitWhisper» підтримує двосторонній зв'язок і не потребує додаткового спеціалізованого периферійного обладнання..  
Пізніше у 2015 році дослідники представили «GSMem» — метод ексфільтрації даних з комп'ютерів, що знаходяться в ізольованому середовищі, через стільникові частоти. Передача, що генерується стандартною внутрішньою шиною, перетворює комп'ютер на невелику антену стільникового передавача.  
У 2016 році дослідники класифікували різні «позасмугові приховані канали» (OOB-CCs), які є каналами зв’язку для зловмисного програмного забезпечення і не потребують спеціалізованого обладнання на передавачі чи приймачі. Хоча OOB-CCs не мають такої високої пропускної здатності, як звичайні радіочастотні канали, вони здатні передавати конфіденційну інформацію, для якої потрібні низькі швидкості передачі даних (наприклад, текст, записане аудіо, криптографічні ключі).
У 2020 році дослідники з ESET Research повідомили про Ramsay Malware — кібершпигунську платформу та набір інструментів, який збирає та викрадає конфіденційні документи, такі як документи Word, з систем, що знаходяться в ізольованих мережах.

## Дивіться також
- Повітряний зазор (мережа)
- Поганий BIOS

## Подальше читання
- Guri, Mordechai; Kedma, Gabi. Air Hopper: Bridging the Air-Gap between Isolated Networks and Mobile Phones using Radio Frequencies. arXiv:1411.0237 [cs.CR].
- Do, Quang; Martini, Ben; Choo, Kim-Kwang Raymond (2014). Exfiltrating data from Android devices. Computers & Security. Elsevier. 48: 74—91. doi:10.1016/j.cose.2014.10.016.
- O'Malley, Samuel Joseph; Choo, Kim-Kwang Raymond (1 травня 2014). Bridging the Air Gap: Inaudible Data Exfiltration by Insiders. 20th Americas Conference on Information Systems. Association for Information Systems. SSRN 2431593.